# Hernández Park
Hernández Park is het belangrijkste park in de autonome Spaanse stad Melilla en ligt in de wijk Ensanche Modernista, aan de Plaza de España. 

## Geschiedenis
De oorsprong van het park gaat terug tot 1872, toen de oude rivierbedding van de Río de Oro werd gevuld met grond die werd gewonnen om de nieuwe rivierbedding te creëren. In 1900 besloot de toenmalige algemeen commandant van het plein, Venancio Hernández Fernández, de uitgestrekte vlakte, die werd gebruikt als trainingskamp voor troepen en als openbare stortplaats, om te vormen tot een bospark. Voor dit project kreeg hij de medewerking van de Junta de Arbitrios, die de werkzaamheden financierde via een vrijetijdsfonds. 
In 1902 werd het park trapeziumvormig gebouwd naar het ontwerp van de ingenieur Vicente García del Campo, gebaseerd op een ontwerp van het voorgaande jaar. Het park werd ingehuldigd op 18 mei van hetzelfde jaar. De verstedelijking begon in 1906, maar een overstroming verwoestte het park. In 1907 werd een kleine tempel gebouwd in het midden van het park en werd de herdenkingsmunt "Farola" ter ere van generaal Hernández geïnstalleerd, gefinancierd door een populair abonnement gepromoot door de krant El Telegrama del Rif . In 1914 werd de hoofdpoort gebouwd, met een dubbelzinnigheid genaamd "Café Alhambra", tussen 1911 en 1918. In 1915 werd een hoogwaterafzetting aangelegd waardoor het park tot een echte tuin kon worden omgevormd en in 1918 was de parkomheining voltooid. 
Tussen 1927 en 1930 werden de pergola's gebouwd, de kiosken verwijderd en de lanen bestraat. Bovendien werd in de kelder van de kleine tempel een verzameling archeologische vondsten ingericht. Begin jaren dertig verdween de rotonde aan het einde van het park en werd de archeologische collectie verplaatst naar de omgeving van de Jachthavenpoort, terwijl in de kelder van de kleine tempel een volksbibliotheek werd geïnstalleerd. In 1945 werd de tempel afgebroken en werd een lichtgevende fontein geïnstalleerd, die echter tussen 1951 en 1952 werd afgebroken. In 1966 werd het metalen hek van het park gerestaureerd en gerepareerd, terwijl in 1987 de centrale laan werd gerenoveerd met de toevoeging van een fontein. in het midden van het park. Vanaf eind jaren zeventig begon het park echter een lange achteruitgang te ondergaan. 
In april 2007, tijdens het XXXIV Congres van Parken en Tuinen, ontving Hernández Park, samen met de tuinen van de Plaza van Spanje, de titel "Historische Tuin". 

## Beschrijving
Het park is voorzien van een hoofdpoort bestaande uit drie poorten, voorzien van smeedijzeren hekken, de centrale poort wordt geflankeerd door twee prisma's met het wapen van Melilla, bekroond met een kroon. Op de toren staat een standbeeld van Guzmán el Bueno, met een dolk in zijn hand.

## Opmerkingen
1. ↑  Bravo-Nieto, Antonio A. (1 januari 1997). La ciudad de Melilla y sus autores, Diccionario biográfico de arquitectos e ingenieros (finales del siglo XIX y primera mitad del XX). Gearchiveerd op 23 april 2023. Geraadpleegd op 3 januari 2025.
2. ↑  (es) Site is undergoing maintenance. Melilla Monumental -. Gearchiveerd op 5 april 2023. Geraadpleegd op 3 januari 2025.
3. ↑  Bravo-Nieto, Antonio A.  (1 januari 2002). El Legado Modernista (Guía de arquitectura). Gearchiveerd op 25 september 2024. Guía de Melilla
4. ↑  (es) La construcción de una ciudad europea en el contexto norteafricano. Arquitectos e ingenieros en la Melilla Contemporánea. Ciudad Autónoma de Melilla Consejería de Cultura, Educación, Juventud y Deporte Universidad de Málaga-SEYER, Málaga (1996), "VI", p. 601. ISBN 84-87291-68-6. Gearchiveerd op 19 juni 2024. Geraadpleegd op 3 januari 2025.
5. ↑  (es) DN, Los entresijos del jardín histórico de Melilla: el Parque Hernández. El Faro de Melilla (18 december 2021). Geraadpleegd op 3 januari 2025.